# Sid Wyman
Sidney „Sid“ Wyman (* 1. Juni 1910 in St. Louis, Missouri; † 26. Juni 1978 in Los Angeles, Kalifornien) war ein US-amerikanischer Glücks- und Pokerspieler sowie Hotelbesitzer in Las Vegas.

## Werdegang
Wyman besaß seit den frühen 1950er Jahren, zusammen mit anderen Eigentümern, mehrere Casinos in Las Vegas, darunter das Sands, das Riviera, das Royal Nevada und das damalige Dunes. Wyman war ein begabter Pokerspieler, den man damals für den besten Spieler der Welt hielt. Sein Lieblingsspiel waren Cash Games in der Variante Texas Hold’em, die heute weit verbreitet ist. 1979 wurde er als eines der Gründungsmitglieder in die Poker Hall of Fame aufgenommen.
Während seiner Beerdigung wurden im Dunes zu seinen Ehren alle Glücksspiele für zwei Minuten unterbrochen.